# Conca abruzzese
La conca abruzzese è un tradizionale contenitore domestico di liquidi, soprattutto di acqua fresca. Nonostante sia comunemente associata all'Abruzzo, essa è diffusa in tutto il Centro Italia, in particolare in Sabina in provincia di Rieti, nelle zone interne di Marche e Umbria e con il nome di tina, anche nel Lazio meridionale, in particolare in provincia di Frosinone, e in Molise.

## Descrizione

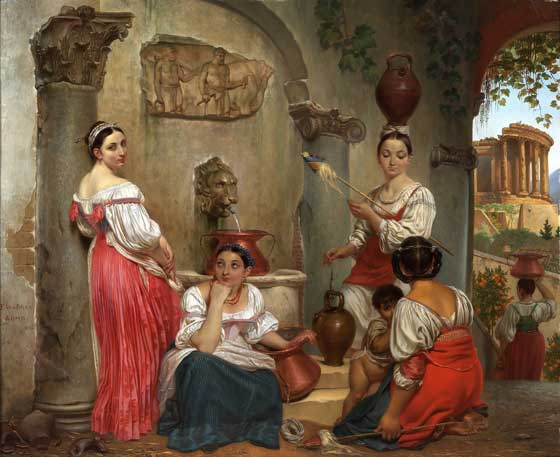
Philippe-Jacques van Bree: Alla fontana (1832). Nel dipinto si possono notare tre esemplari di conca: una posta nella fontana mentre si sta riempiendo d'acqua; un'altra sotto il braccio della donna seduta, in attesa di essere riempita, e sulla destra si individua una donna di spalle che porta via una conca piena, nella caratteristica posizione sopra la testa, con un cercine.

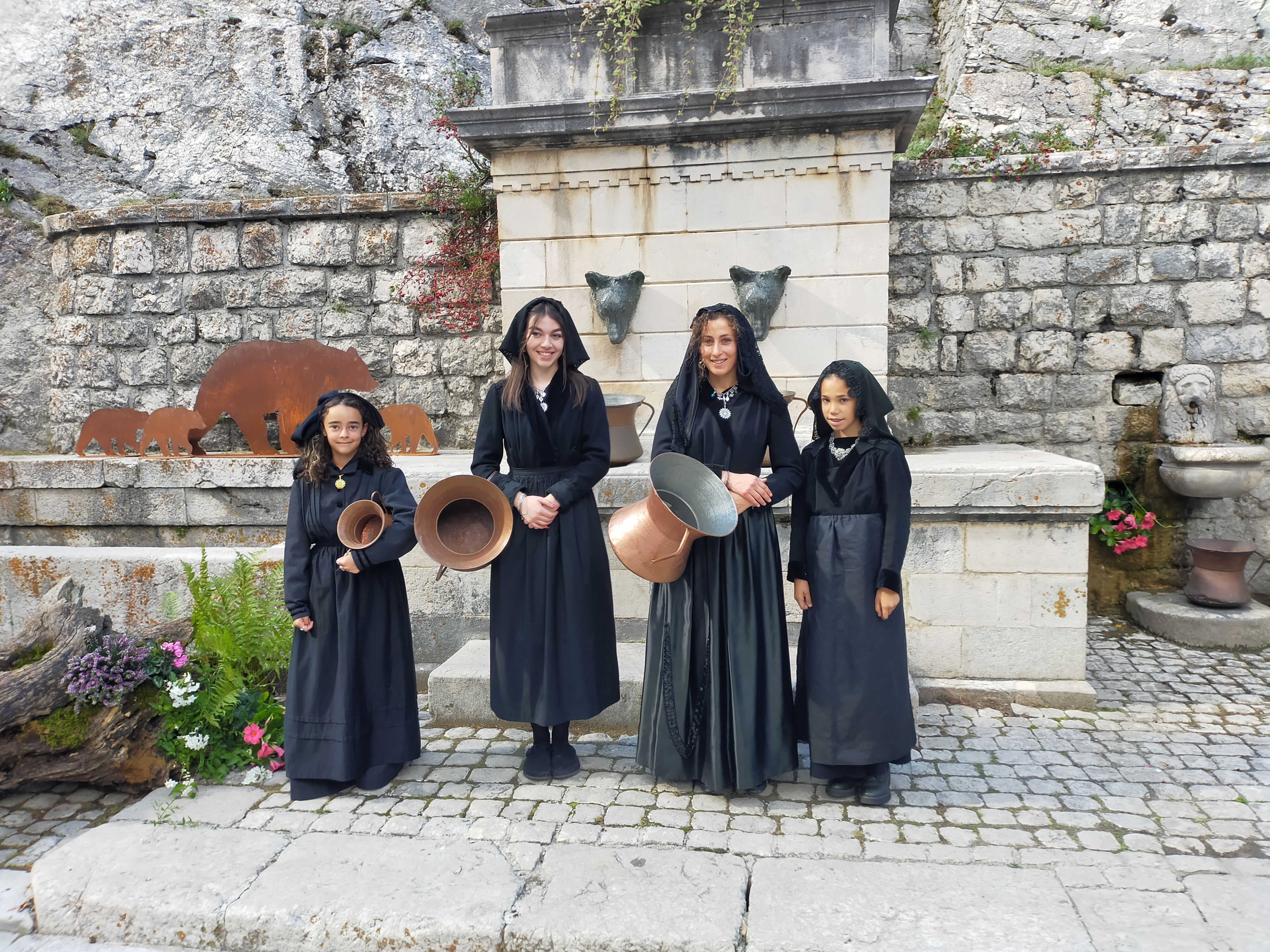
Ragazze in abito tradizionale di Pescasseroli con le conche abruzzesi

Realizzata in rame, con due manici ad ansa in ferro battuto, la conca abruzzese ha il fondo concavo e l'imboccatura larga; ha un accentuato restringimento che le dona la caratteristica forma e che serve a stabilizzarla al meglio, rendendo più difficile lo sversamento accidentale del liquido, sia quando è portata, sia quando è in posizione statica.
Era usata soprattutto dalle donne, nel passato, per portare a casa l'acqua dalla fontana, tenendola in equilibrio sulla testa con l'ausilio di un panno avvolto a forma di ciambella, detto cercine, poggiato sulla parte superiore del cranio a fare da base per il fondo della conca stessa. Veniva utilizzata anche per contenere altri liquidi, ma l'utilizzo prevalente era per rendere disponibile acqua fresca e potabile all'intero nucleo familiare. Per agevolare la fruibilità del contenuto, la conca era corredata da un mestolo, localmente chiamato maniere o maniero - dotato di beccuccio per versare - che usualmente era appeso al bordo. Se il mestolo aveva due beccucci era chiamato sorello.
La conca, che era diffusa anche nel Basso Lazio, è presente in dipinti dei pittori inizio Novecento detti i XXV della Campagna romana. Si trova anche riprodotta in dipinti antichi che rappresentano La samaritana al pozzo.
Le fontane pubbliche erano dotate di due sbarre di ferro, per agevolare il posizionamento della conca sotto il getto d'acqua. Il bordo in pietra delle fontane pubbliche era all'altezza della vita, per permettere di issare più agevolmente la conca sulla testa.